# Heiner Lauterbach
Heiner Lauterbach (n. 10 aprilie 1953, Köln) este un actor german.

## Date biografice
Heiner Lauterbach este fiul unui sanitar întreprinzător. În 1970 după bacalaureat urmează cursurile de dramaturgie în Köln. După terminarea studiilor joacă în diferite piese de teatru pe scenele din Köln, Würzburg și München. Pe mijlocul anilor 1970 poate fi văzut în serialul de filme erotice Schulmädchen-Report. Prin anii 1980 este un actor solicitat și pe plan internațional. Pe lângă roluri ca actor, a jucat și roluri de dublaj. Din viața privată Lauterbach, a fost căsătorit între anii 1985 - 2001, cu actrița Katja Flint cu care are un fiu. Din septembrie 2001 este căsătorit cu Viktoria Skaf, cu care are doi copii, familia locuiește lângă lacul Starnberger la 25 km de München.

## Filmografie
- 1975: Schulmädchen-Report 9: Reifeprüfung vor dem Abitur
- 1976: Schulmädchen-Report. 10. episod : Irgendwann fängt jede an
- 1977: Schulmädchen-Report 11. episod - Probieren geht über Studieren
- 1980: Wochenendgeschichten
- 1981: Die Kartause von Parma (La certosa di Parma)
- 1985: Nur Frauen, kein Leben
- 1985: Männer…
- 1985: Eine Frau für gewisse Stunden
- 1985: Die Andere
- 1985: Kolp / Als Amerikaner darfst du alles
- 1985: Das Gespinst
- 1985: Cortuga
- 1986: Paradies
- 1986: Zwei Reisen mit Flesch
- 1987: Duett in Bonn (serial)
- 1988: Ignaz Semmelweis - Arzt der Frauen
- 1989: Umwege nach Venedig
- 1989: Liebe, Tod und Eisenbahn
- 1989: African Timber
- 1989: Bangkok Story
- 1989: Bodo - Eine ganz normale Familie
- 1991: Von Gewalt keine Rede
- 1993: Ebbies Bluff
- 1988–93: Eurocops (serial)
- 1994: Charlie & Louise – Das doppelte Lottchen
- 1994: Nicht nur der Liebe wegen
- 1995: Das Wunschkind
- 1996: Das Mädchen Rosemarie
- 1996: Das Superweib
- 1996: Der Schattenmann
- 1997: Rossini – oder die mörderische Frage, wer mit wem schlief
- 1994–97: Faust (serial)
- 1997: Der Skorpion
- 1998: Der Eisbär
- 1998: Eine Sünde zuviel
- 1998: Cascadeur – Die Jagd nach dem Bernsteinzimmer
- 1998: Der dreckige Tod
- 1998: Opernball
- 1998: Der Campus
- 1999: South Park: Der Film – größer, länger, ungeschnitten
- 1999: Schlaraffenland
- 1999: St. Pauli Nacht
- 2000: Nicht heulen, Husky
- 2000: Marlene
- 2000: Zwei Asse und ein König
- 2000: Erleuchtung garantiert
- 2001: Der Verleger
- 2001: Das Experiment
- 2002: Die Affäre Semmeling
- 2002: In der Mitte eines Lebens
- 2002: 666 – Traue keinem, mit dem du schläfst!
- 2002: Tödliches Rendezvous - Die Spur führt nach Palma
- 2003: Im Namen des Herrn
- 2003: Treibjagd
- 2003: Suche impotenten Mann für's Leben
- 2003: Eine Liebe in Afrika
- 2004: Zwei Männer und ein Baby
- 2004: Ein seltsames Paar
- 2005: Andersrum
- 2005: In Liebe eine Eins
- 2005: Der Bernsteinfischer
- 2006: Dresden
- 2006: Die Sturmflut
- 2006: Donna Leon - Endstation Venedig
- 2007: Das Glück am anderen Ende der Welt
- 2007: Die Entführung
- 2007: Mitten im Leben (serial)
- 2008: Die Gustloff
- 2008: Das Papst-Attentat
- 2008: Wir sind das Volk
- 2009: Vulkan
- 2009: Zweiohrküken
- 2010: Ken Folletts Eisfieber
- 2011: Hindenburg (RTL-Produktion, Zweiteiler)

## Distincții
- 1986: Premiul pentru filme germane
- 1997: Premiul Bambi
- 1998: Premiul Bavarez pentru film
- 2004: Premiul "Pana de Aur"